# Vapor Marquês de Olinda
El Marquês de Olinda fue un buque capturado y utilizado por la Armada Paraguaya en la Guerra de la Triple Alianza.

## Historia
El buque de vapor brasilero Marquês de Olinda llevaba su nombre en homenaje a Pedro de Araújo Lima, Ministro, Regente y Presidente del Consejo Imperial. No era un buque de la Armada Brasilera, sino un mercante destinado a la carrera del río Paraná y Paraguay.
Se trataba de un vapor de casco de madera impulsado por ruedas laterales. De escaso calado, lo que lo hacía apto para la navegación fluvial, tenía un desplazamiento de 180 toneladas y poseía un motor de 80 HP. 
Con las compañías Bernal y Cárrega primero, y G.Matti&Cía después, entre 1860 y 1862 hizo la carrera entre la ciudad de Buenos Aires y Corumbá al mando de José Berisso, con escalas en San Nicolás de los Arroyos, Rosario, Paraná, Corrientes y Asunción del Paraguay. Ya en el Río de la Plata, alcanzaba también Montevideo para el traslado exclusivo de pasajeros. En 1863 al mando de Hipólito Betancour extendió su servicio hasta la ciudad de Cuiabá, distante unos 660 km de Corumbá, un trayecto total de alrededor de 3.000 km.
Fue capturado por el gobierno paraguayo el 12 de noviembre de 1864 cuando subía el Río Paraguay llevando a bordo al coronel Frederico Carneiro de Campos, junto a soldados vestidos de civiles y armamentos. Este hecho fue considerado el hecho desencadenante de la Guerra del Paraguay: la captura del navío, seguido del ataque al Fuerte de Coímbra en enero de 1865 provocó la declaración de guerra del Imperio del Brasil al Paraguay.
Los paraguayos armaron el buque en guerra en los arsenales de Asunción del Paraguay montando 8 cañones.

### Ofensiva en el río Paraná
Junto a los vapores Tacuarí, Paraguarí, Yporá e Ygurey, el Marquês de Olinda zarpó de Asunción el 11 de abril de 1865 con destino a la ciudad de Corrientes. En la mañana del 13 de abril la escuadrilla al mando de Pedro Ignacio Meza se presentó en aguas de la ciudad argentina y tras un breve enfrentamiento capturó los vapores Gualeguay y 25 de Mayo que permanecían fondeados en desarme por reparaciones, y sin que mediara conocimiento de la ruptura.
Tras remolcar los buques capturados a Itapirú, colaboró en el pasaje de las tropas paraguayas al territorio argentino, partiendo luego a Asunción.
El 8 de junio de 1865 escoltó junto al Ypora, el Paraguari, Ygurey, Jejuí, Ypora, Salto Oriental, Río Blanco y Paraná al Tacuarí, que transportaba al mariscal Francisco Solano López a Humaitá.
A medianoche del 10 de junio la escuadra al mando del capitán de fragata Pedro Ignacio Meza, encabezada por el Tacuarí (José María Martínez), y compuesta por el Ygurey al mando del entonces teniente Remigio Del Rosario Cabral Velázquez, segundo de la escuadra, del Marques de Olinda (teniente Ezequiel Robles), el Paraguari (teniente José Alonso), Jejuí (teniente Aniceto López), Ypora (Domingo Antonio Ortiz), Salto Oriental (teniente Vicente Alcaraz), Yberá (teniente Pedro Victorino Gill) y Piraveve (teniente Tomás Pereira) partió para atacar a la escuadra brasilera apostada frente al puerto de Corrientes.
Retrasados por un desperfecto en el Yberá fueron detectados por el buque Mearín en Punta de Santa Catalina.
A las 08:30 se inició el enfrentamiento entre ambas escuadras frente a la ciudad de Corrientes. En la acción, el Tacuarí, el Marques de Olinda y el Jejuí, así como tres chatas remolcadas, sufrieron serios daños.
La flota paraguaya siguió río abajo hasta las cercanías de la isla Lagraña, donde subió hasta fondear en la cercanía de la desembocadura del río Riachuelo.

#### Batalla del Riachuelo

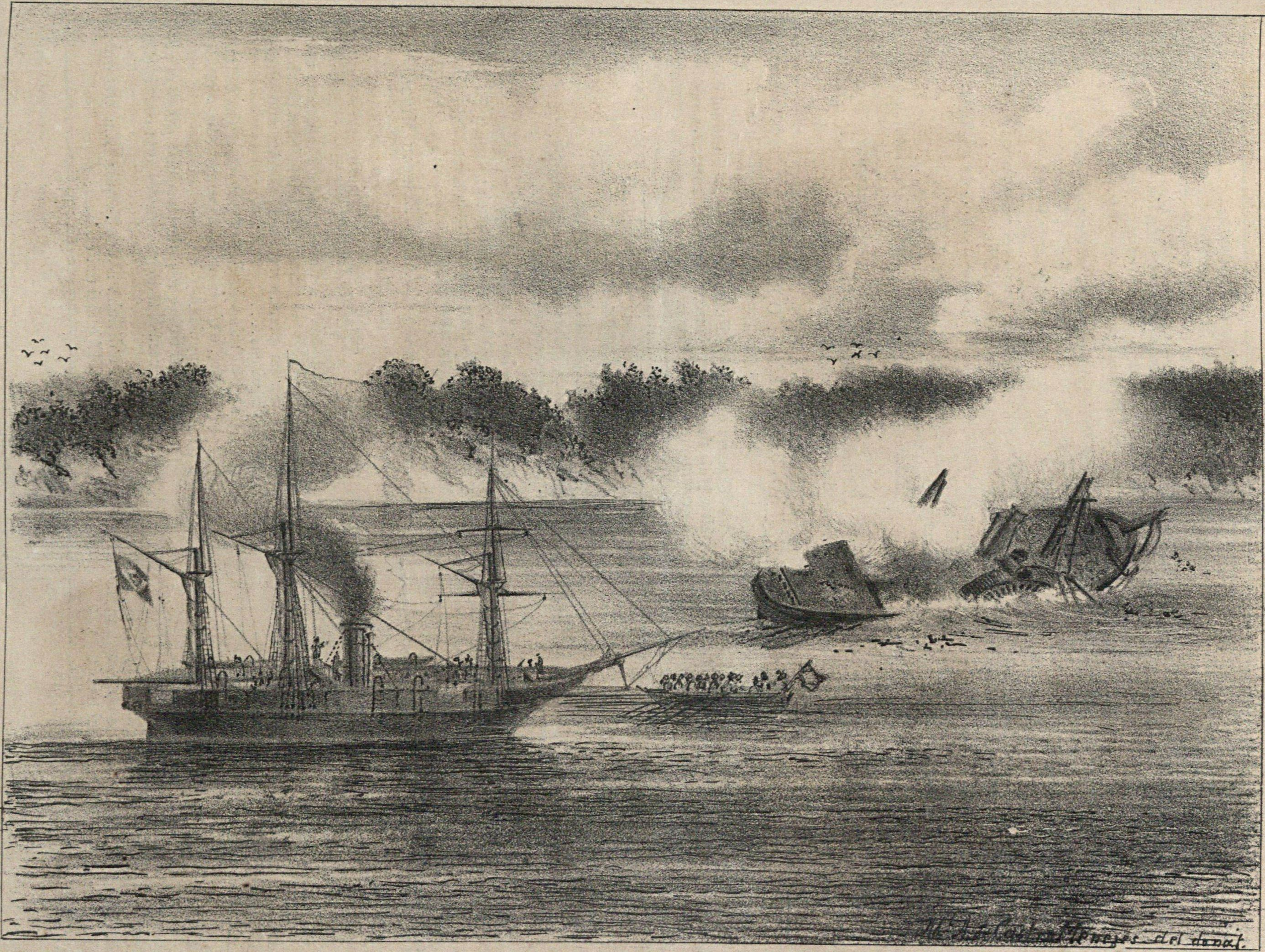
La cañonera Araguary, comandado por Hoonholtz, encendiendo el Vapor Marquês de Olinda.

El 11 de junio de 1865 se produjo el Combate del Riachuelo. Tras liberar a la chata artillada que remolcaba, el Tacuarí, buque insignia, se dirigió con el Marquês de Olinda y el Salto Oriental contra el Paranahiba, que llegó a ser abordado. La fragata brasileña Amazonas marchó en su auxilio y tras limpiar la cubierta de los combatientes paraguayos sobrevivientes, embistió al Paraguarí obligándolo a encallar y abrió fuegoo cerrado sobre el Marquês de Olinda mientras el Tacuarí enfrentaba a los buques brasileros Araguarí y Beberibe.
Con la caldera destruida, el Marquês de Olinda fue arrastrado por la corriente hasta varar en un banco. La mayor parte de sus tripulantes murieron quemados o heridos por el fuego enemigo.
Al finalizar el combate partidas de la fragata brasileña Amazonas lo abordó y tras desarmarlo fue hundido. Algunos de los sobrevivientes, entre ellos el comandante Robles, fueron trasladados prisioneros al Amazonas. Robles sufrió la amputación del brazo, pero se arrancó las vendas y se dejó morir para evitar el cautiverio. El resto de los tripulantes fueron recogidos por la Dotterell en su regreso a Buenos Aires o consiguieron escapar en balsas al Chaco dirigidos por el ingeniero del vapor, George Gibson, consiguiendo reunirse con el ejército del general Wenceslao Robles.
Gibson relataría al general Robles que "estaba parado entre la máquina hasta que fui llamado por el Teniente Robles para acompañarle en el bote y dar con él una vuelta al buque para ver que daños ha recibido. Encontramos varios agujeros de bala al costado de estribor sobre el nivel del agua; pero no de mucha consecuencia porque era un poco arriba de la línea de agua. El carpintero coloco allí un tapón lo mejor que pudo. Entonces el comandante Robles ordeno a su gente dirigieran la lancha a bordo del Tacuary, y en el vi varios agujeros de bala en diferentes lugares, y mientras estábamos allí procuré aconsejar al Comandante Robles para decir al Capitán Meza de echar a pique dos o tres buques en el canal estrecho del Riachuelo a fin de cerrar el canal de los buques, de manera que podamos asegurar toda la escuadra brasilera, pero él no quiso hacer."